# Réflexivité (sciences sociales)
Pour les articles homonymes, voir Réflexivité.

Les Ménines ; la réflexivité, action réfléchissant sur son acteur. Un tableau de Diego Velázquez en 1656.

La réflexivité est une démarche méthodologique en sciences sociales consistant à appliquer les outils de l'analyse à son propre travail ou à sa propre réflexion et donc d'intégrer sa propre personne dans son sujet d'étude.
Plus généralement, une démarche réflexive en science consiste en une prise de conscience et en un examen approfondi de sa propre démarche scientifique. Le chercheur doit réaliser qu'il s'inscrit lui-même dans des traditions culturelles, dans des cadres sociaux, etc. Il s'agit de sortir des "mécanismes d'explications" qui donnent l'illusion de comprendre son objet d'analyse de façon transparente.
Pour une bonne "réflexivité", le chercheur doit comprendre son habitus et ses schèmes sociaux afin d'objectiver sa relation à l'objet (pourquoi ça l'intéresse, etc.). Cette réflexion doit être réalisée à deux reprises : lors de l'élaboration du terrain et lors de l'interprétation des données. Elle rappelle fortement l'idée de neutralité axiologique.
La réflexivité, vue comme l'aptitude de tout acteur social à analyser sa propre activité, est comprise comme un des moteurs essentiels de la modernité. Elle est au centre du processus d'individualisation. Cette approche est centrale dans la sociologie de Anthony Giddens qui s'inscrit dans la lignée de l'individualisme méthodologique, hérité de Max Weber.

## Par domaine des sciences sociales
Dans les sciences sociales, la réflexivité introduit la modernité selon deux approches. La première vient de la connaissance de toute institution sur son environnement social, qui la porte à faire évoluer son action et sa réflexion. La deuxième vient du conflit de la société industrielle avec elle-même par l'entremise du risque ; cette société accumule les effets pervers, sape ses propres fondements, provoquant l'intervention de tiers, la réflexivité devenant un concept de combat.
En sociologie, la réflexivité fait référence à ce qu'avait proposé Max Weber via sa notion de neutralité axiologique, mais aussi aux démarches de nombreux chercheurs qui ont suivi ensuite. L'idée en science, de se questionner soi-même sur ses propres biais, est assez répandue.
En ethnométhodologie, la réflexivité est une notion centrale considérée comme le phénomène de création du sens qu'un individu met en œuvre lorsqu'il est confronté à une situation indexicale.
En anthropologie, la réflexivité consiste à s'inclure dans son propre sujet d'étude, par exemple à travers des notes personnelles prises dans son carnet de terrain. Ces notes serviront plus tard à l'anthropologue pour analyser l'incidence de sa présence sur son propre terrain et les biais d'interprétation que pourraient créer ses différents états d'âme.
Cependant, la réflexivité n'est pas une réflexion centrée sur la psychologie du chercheur. Elle exige un travail constant de chercheuse sur ses positionnements, et impose une réactivité permanente. Elle produit des hypothèses empiriques, partielles, qui ne visent pas la généralisation. Comme l'a montré Francis Affergan elle ne cherche pas à appréhender son terrain par une différence avec soi, mais par l'altérité. Le terrain est connu par le discours que le chercheur produit sur lui, construisant une situation complexe, passant dans la subjectivité et l'action et non par une description venue d'un observateur neutre. L'instabilité et l'hétérogénéité du terrain rendent difficile une description univoque, mais le chercheur construit cette description par une posture active au cours de laquelle il tente de se mettre en symétrie avec son étude.
En histoire, la réflexivité vient de l'apparente contradiction entre l'implication personnelle du chercheur dans son sujet, grâce à laquelle il accède à une motivation et une connaissance intime, et la distance qu'il doit en prendre pour construire une analyse. Par la réflexivité, il prend conscience de la perspective depuis laquelle il parle, et ainsi, met en relief sa méthode, dont il peut mieux approfondir les présupposés, les impensés, pour les appliquer de façon raisonnée.

### Sur Wikilivres
Quelques éléments de réflexivité sont abordés dans :
- Introduction à la sociologie/L'évolution de la pensée sociologique/L'institutionnalisation de la sociologie
- Ethnométhodologie/Théories et pratiques de l'ethnométhodologie